# Porrectus

Le porrectus (du latin porrectus, étendu, déployé, de porrigo, -ere, étendre) est un neume utilisé en chant grégorien. C'est le neume formé de trois notes, celle du milieu plus grave que les deux autres. 

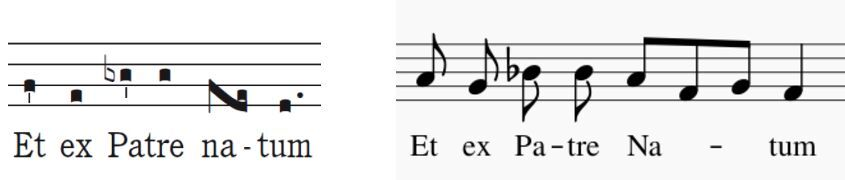
From gregorian Credo III

La ligne épaisse et oblique du porrectus (qui peut être plus ou moins arquée) représente deux notes, dont la première est celle du haut, où commence la ligne, et la seconde est celle du bas. La troisième note est liée à la seconde par une barre verticale de la même manière que pour un podatus. 

## Origine et notation
La notation cursive de St Gall  reflète directement son étymologie : une succession d'un accent aigu, d'un grave, et d'un aigu. (La notation de Laon est essentiellement équivalente, et ne fait que distinguer le porrectus épisémé par une notation individualisée des notes.)

## Interprétation
Le porrectus ne présente a priori pas de difficulté réelle d'interprétation : dans l'absolu, sa première note est plutôt forte, tant par la hauteur que par sa position initiale ; et sa deuxième note est faible, tant par sa position médiane que par sa position mélodique inférieure. La troisième note est généralement forte, mais à un moindre degré, n'étant qu'un sommet mélodique. Quand le porrectus s'enchaîne avec un neume plus aigu (Porrectus resupinus, ou neume plus complexe), la troisième note du porrectus devient une simple note de transition, à valeur légère.
Le porrectus peut cependant être compris comme un préfixe de deux notes légères introduisant un autre neume, avec lequel il s'enchaîne. Dans cette interprétation, les deux premières notes sont plutôt légères par nature. Dans sa forme canonique, c'est une figure ornementale de deux notes, précédant la troisième, qui est alors le point focal du groupe. Dans des enchaînements plus complexes, les deux premières notes sont toujours des notes d'ornementation ; le point focal dépendant de la nature du groupe qui suit.

## Le Porrectus praepunctum
Dans la notation carrée, la forme graphique du porrectus peut être précédé d'un punctum 
Cette forme est ambigüe, et peut désigner un porrectus praepunctum conforme à son graphisme, mais également un torculus resupinus. Ces deux formes sont distinctes dans la notation cursive, parfois même dans la même pièce, et sont toujours distinguées de manière concordante par St Gall et Laon, ce qui montre qu'elles ne sont pas équivalentes. Par exemple, dans l'introït Exaudi Domine (v post pentecosten), on trouve les deux formes au dernier segment, sur le même mot despicias. Dans la notation cursive, le premier groupe est bien un tractulus suivi d'un porrectus, mais le second est un torculus (suivi ici d'un strophicus, ce qui est exceptionnel, on trouve généralement une virga à cette place).
La différence entre ces deux formes est avant tout dans l'accentuation rythmique:
- Le porrectus proprement dit  est plutôt focalisé sur sa dernière note, les trois précédentes étant des notes légères d'ornementation.
- Le torculus resupinus est centré sur la deuxième note, comme un torculus normal, et la quatrième note est plutôt brève, marquant généralement la transition avec le groupe suivant.